# Mariana, Mariana
Mariana, Mariana és una pel·lícula mexicana de 1987, basada en la novel·la Las batallas en el desierto de José Emilio Pacheco. Fue iniciada por el director José Estrada. Va ser iniciada pel director José Estrada. No obstant això, a uns quants dies d'iniciar el rodatge, Estrada va morir, impedint-li acabar el rodatge, que va quedar en mans d'Alberto Isaac.

## Argument
Ciutat de Mèxic, 1948. Carlitos és el fill menor d'una família originària de Guadalajara que s'ha establert a l'elegant Colonia Roma, refugi de les classes mitjanes de tot el país que arriben a la capital a la recerca del progrés econòmic. Mentre el pare aprèn anglès per a enfrontar a la competència nord-americana, la mare intenta usar l'aspiradora sense acabar d'acostumar-se a la seva nova vida. L'arribada de Jim, un nen nascut als Estats Units, provoca en Carlitos una mescla de curiositat i admiració. El petit ros viu en un modern departament, berena flying saucers amb quètxup i tuteja amb gran naturalitat Mariana, la seva jove mare. Enfront de l'atractiu i la tendresa d'aquesta bella dona, Carlitos experimentarà emocions que mai havia sentit i que potser mai tornarà a sentir amb tanta intensitat.

## Repartiment
- Pedro Armendáriz Jr..… (Carlos 1986)
- Elizabeth Aguilar …. (Mariana)
- Saby Kamalich.... (La mare)
- Aarón Hernán.... (El pare)
- Luis Mario Quiroz.... (Carlitos)
- Juan Carlos Andrews.... (Jim)
- Gerardo Quiroz.... (Héctor)
- José Luis Cruz.... (Professor Mondragón)
- Adolfo Olmos.... (Rosers)
- Jun Kawabe.... (Toru)
- Cuautli Arau.... (Alberto)
- Salvador Rodríguez.... (Ayala)
- Andrés Sánchez.... (Alcaraz)
- Julio Monterde.… (Director de l'escola)
- Fernando Palavicini.... (Rosers 1986)
- Héctor Ortega.... (El capellà)
- Ignacio Retes.... (Psicòleg)
- Ángeles González.... (Psicòloga)
- Isabel Andrade.... (Isabel)
- Mariana Luiselli.... (Estelita)
- Dinorah Corti.... (Rosa María)
- Roberto Palazuelos.... (Esteban, nuvi d'Isabel)
- Corina Mendoza.... (Clara)
- Jorge Rocha.... (el senyor)
- Agustín Silva.... (don Sindulfo, conserge)
- Alejandro Ripstein.... (amic d'Héctor)
- Bruno Bichir.... (amic d'Héctor)
- Yamil Atala.... (amic d'Héctor)
- María Luisa Coronel.... (Portera)
- Lorena Shelley.... (dona II)
- Alfredo Rosas.... (porter)
- Rubén Márquez.... (malalt)
- Eugenia Leñero.... (malalt)
- Ernesto Gómez Cruz.... (jardiner)

## Premis i nominacions

### Premi Ariel(1988)
| Categoria                    | Persona                    | Resultat   |
| ---------------------------- | -------------------------- | ---------- |
| Millor Pel·lícula            | Millor Pel·lícula          | Guanyadora |
| Millor Director              | Alberto Isaac              | Guanyador  |
| Millor Actriu                | Elizabeth Aguilar          | Nominada   |
| Millor Coactuación Masculina | José Luis Cruz             | Nominat    |
| Millor Coactuación Femenina  | Saby Kamalich              | Guanyadora |
| Millor Guió Cinematogràfic   | Luis Estrada Alberto Isaac | Guanyadors |
| Millor Fotografia            | Ángel Goded Daniel Lopeź   | Nominat    |
| Millor Edició                | Carlos Savage              | Guanyador  |
| Millor Música                | Carlos Warman              | Nominat    |
| Millor Ambientació           | Jorge Morales Ana Sánchez  | Guanyadors |
| Millor Escenografia          | Javier Rodríguez           | Guanyador  |
| Millor Actor de Quadre       | Héctor Ortega              | Guanyador  |
| Premi Especial               | Luis Mario Quiroz          | Guanyador  |